# Mary Kalin Arroyo

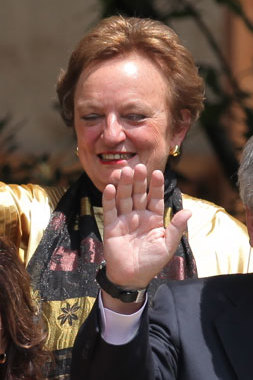
Mary Therese Kalin Arroyo

Mary Therese Kalin Arroyo (* 1944 in Neuseeland) ist eine neuseeländische Botanikerin und Mykologin. Sie ist Professorin für Biologie an der Universidad de Chile und bekannt für die Überarbeitung der einheimischen Gattung Ourisia und die Entdeckung mehrerer neuer Arten in Neuseeland. Ihre Studien haben auch dazu geführt, dass Zentralchile zum Biodiversitäts-Hotspot erklärt wurde.

## Leben und Werk

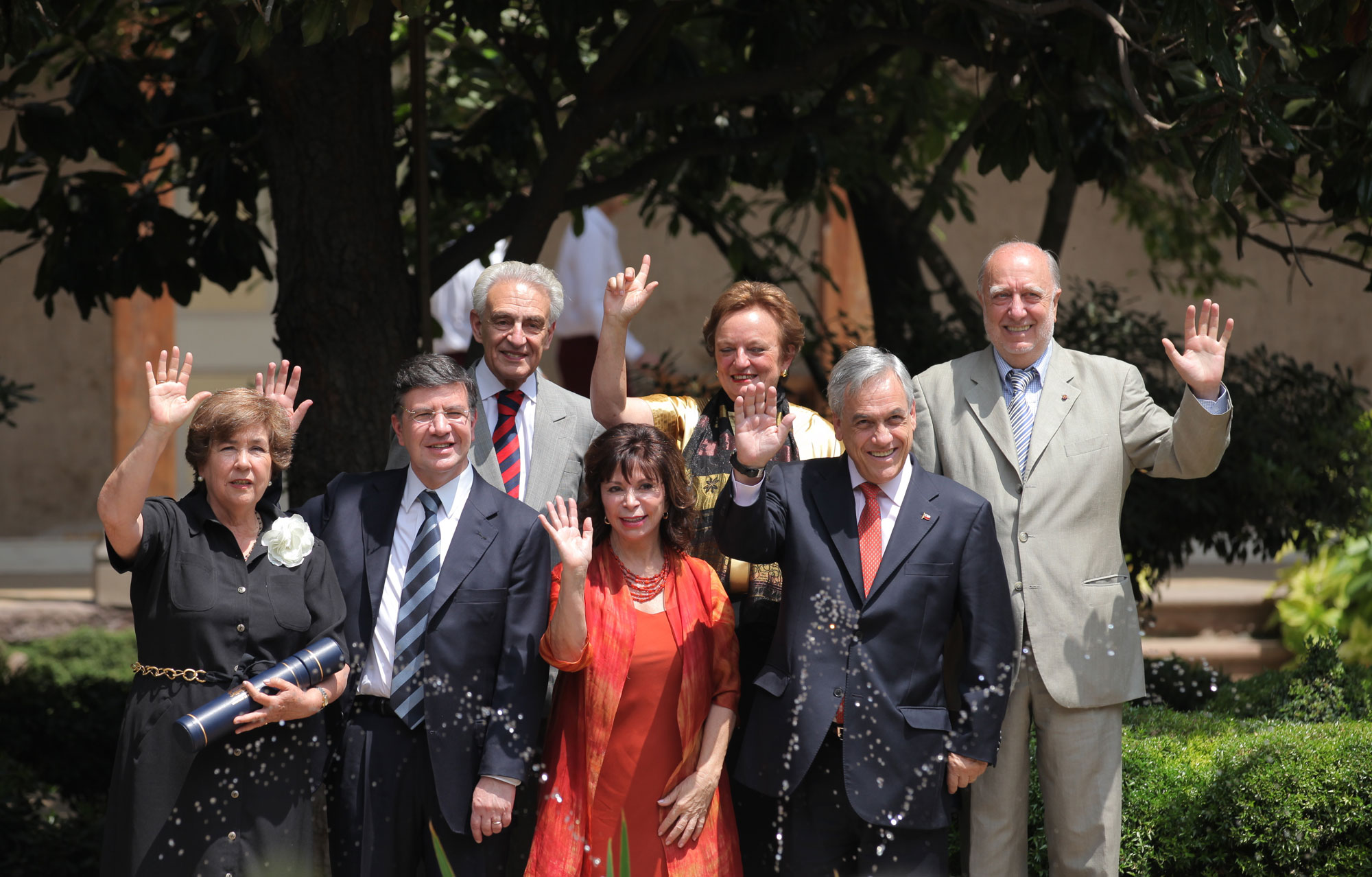
Der chilenische Präsident Sebastián Piñera überreichte zusammen mit dem Bildungsminister Joaquín Lavín die Nationalpreise 2010

Arroyo studierte an der University of Canterbury in Christchurch, wo sie 1967 ihren Bachelor-Abschluss mit Auszeichnung erhielt. Sie zog in die USA und promovierte 1971 in Botanik an der University of California, Berkeley. Im folgenden Jahr absolvierte sie ein Postdoktorat am New York Botanical Garden bei Peter Raven. Von 1974 bis 1977 forschte und lehrte sie in Venezuela an der Zentraluniversität.
1978 zog sie mit ihrem Mann und ihrem Sohn nach Chile, wo sie als außerordentliche Professorin und seit 1984 als ordentliche Professorin an der Fakultät für Naturwissenschaften der Universität von Chile forschte. Sie ist dort als Direktorin des Institute of Ecology and Research in Biodiversity tätig.

## Forschung
Arroyos Forschungsgebiete liegen hauptsächlich in der Reproduktionsbiologie von Pflanzen, insbesondere der Entwicklung von Fortpflanzungssystemen und der Bestäubung in Hochgebirgsökosystemen. Sie untersuchte die Beziehungen zwischen Höhenlage, Verfügbarkeit von Bestäubern, Bestäubungsrate, Zusammensetzung der Flora und Fortpflanzungssystemen in einem phylogenetischen Kontext und verwendete dabei die Gattung Chaetanthera als Modell. Sie forschte ebenfalls im Bereich der Biogeographie und untersuchte die Verteilung von Pflanzen in Höhenlagen. Sie bewertete den Erfolg des Naturschutzes in 16 zentralchilenischen Schutzgebieten, was zur Ausweisung Zentralchiles als Biodiversitäts-Hotspot beitrug. Dies führte dazu, dass sie umfangreiche botanische Sammlungen in den chilenischen Anden anlegte.

## Wissenschaftliches Engagement
Von 1988 bis 1992 war sie die erste Präsidentin des Latin American Botanical Network und beteiligte sich an der Gewinnung zahlreicher Stipendien für Studenten in Lateinamerika. Sie war von 1992 bis 1994 Präsidentin der Chilenischen Botanischen Gesellschaft, Gründerin und von 1994 bis 1999 Präsidentin des Unabhängigen Wissenschaftlichen Komitees des Projekts Río Cóndor. Sie ist Co-Vorsitzende der ICSU-LAC Science Planning Group on Biodiversity und Vizepräsidentin der Chile-Neuseeländischen Kulturstiftung.
Auf internationaler Ebene ist sie Gründungsmitglied der Southern Connection, einer Vereinigung von Wissenschaftlern aus Chile, Argentinien, Australien, Neuseeland und Südafrika. Sie wurde 1989 und 1992 zum Mitglied des Rates der International Organization of Plant Biosystematics gewählt. Von 1994 bis 1995 fungierte sie als Co-Koordinatorin des Global Biodiversity Assessment (UNEP). Sie wurde zum Honorary Vice-President des XVI International Botanical Congress, St. Louis, USA ernannt und war 2000 Mitglied des Organisationskomitees des Global Mountain Biodiversity Assessment (GMBA). Seit 2002 ist sie Mitglied des International Scientific Committee von DIVERSITAS, Paris.
Sie hat mehr als 150 Artikel veröffentlicht, darunter fünf Bücher. Am 22. Juli 2023 betrug ihr h-Index bei der Datenbank Google Scholar 64.
Die Standard-Autorenabkürzung Arroyo wird verwendet, um Arroyo bei der Nennung eines botanischen Namens als Autorin anzugeben.

## Ehrungen (Auswahl)
- 1966: Percival Memorial Prize in Botany, University of Canterbury
- 1982: Premio Cultural Angel Faivovich
- 1984: John Simon Guggenheim Fellow
- 1989: Fellow der Linnean Society of London
- 1995: Korrespondierendes Mitglied der Botanical Society of America
- 1998: Fellow der Royal Society of New Zealand
- 1998. Medalla Rectoral, Universidad de Chile
- 1999: Mitglied der National Academy of Sciences[3]
- 2003: korrespondierendes Mitglied der Chilenischen Akademie der Wissenschaften
- 2004: Premio Fundación BBVA a la Investigación a la Biología de la Conservación
- 2004: Mitglied der Third World Academy of Sciences (TWAS)
- 2005: Volvo Environmental Prize, Suecia[4]
- 2006: Fellow, World Technology Network
- 2010: chilenischer Nationalpreis für Naturwissenschaften[5]

## Veröffentlichungen (Auswahl)
- A Taximetric Study of Infraspecific Variation in Autogamous Limnanthes floccosa (Limnanthaceae). In: Brittonia. Band 25, Nr. 2, Juni 1973, S. 177–191. doi:10.2307/2805936
- mit K. M. Meyer,S. B. Hoot: Phylogenetic affinities of South American Anemone (Ranunculaceae), including the endemic segregate genera, Barneoudia and Oreithales. International Journal of Plant Sciences 171(3), 2010, S. 323–331. doi:10.1086/650153
- mit Paul H. Zedler,,Marlyn D. Fox: Ecology and Biogeography of Mediterranean Ecosystems in Chile, California, and Australia (Ecological Studies). ISBN 978-0-387-94266-7.
- The Systematics of the Legume Genus Harpalyce (Leguminosae: Lotoideae) with A Monograph of the Genus Hamelia (Rubiaceae) (Memoirs of The NYBG Band 26, pt. 4). The New York Botanical Garden Press, 1976, ISBN 978-0-89327-001-8.